# Adalius Thomas

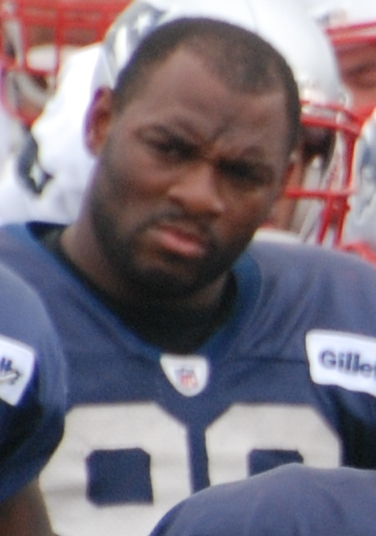
Adalius Thomas

Adalius Donquail Thomas, född 18 juli 1977 i Equality i Alabama, är en amerikansk utövare av amerikansk fotboll (linebacker) som spelade i NFL 2000–2009. Han spelade 2000–2006 för Baltimore Ravens och 2007–2009 för New England Patriots. Thomas spelade collegefotboll för University of Southern Mississippi och han draftades 2000 av Baltimore Ravens i sjätte omgången.